# Vila Mitrovských (Pernštejn)
Vila Mitrovských (též vila Mittrovských) je letohrádek v osadě Pernštejn, části městysu Nedvědice v okrese Brno-venkov. Vila sloužila v 19. století pro občasné ubytování rodiny Mitrovských, majitelů hradu Pernštejn, pod kterým budova v údolí stojí.

## Historie
Vila byla vybudována ve 40. letech 19. století (po roce 1847) na místě panské úřednické budovy podle projektu architekta Franze Schlepse, který dlouhodobě působil ve službách rodu Mitrovských. Pod domem jsou ze staršího období předchozí budovy dochovány rozsáhlé sklepy. Během druhé světové války byla vila rozdělena a prodána dvěma různým majitelům – pozdější stavební úpravy obou částí se proto odlišují. Západní část vily nese čp. 1, východní část čp. 2.

## Architektura
Z původní podoby stavby se zachoval pouze vstupní sloupový portikus s trojúhelníkovým štítem za západní straně domu. Nápis Vila Mitrovských byl z domu v průběhu stavebních úprav odstraněn. Změnami prošlo i blízké okolí vily: v souvislosti s rekonstrukcí silnice byl upraven okolní terén a přemístěna socha svatého Jana Nepomuckého, která před vilou stávala.